# Anastasija Lagina
Anastasia Lagina (russisk: Анастасия Александровна Лагина tr. Anastasija Aleksandrovna Lagina ; født 11. september 1995 i Jaroslavl, Rusland) er en kvindelig russisk håndboldspiller som spiller for Lada Togliatti og Ruslands kvindehåndboldlandshold.